# Filipstads församling
Filipstads församling är en församling i Östra Värmlands kontrakt i Karlstads stift i Svenska kyrkan. Församlingen omfattar hela Filipstads kommun i Värmlands län och utgör ett eget pastorat.

## Administrativ historik
Församlingen bildades 6 april 1611 genom en utbrytning ur Färnebo församling och var stadsförsamling till Filipstads stad. 1971 införlivades Färnebo församling (även kallad Filipstads landsförsamling) och 2010 Kroppa församling, Brattfors församling, Nordmarks församling, Gåsborns församling och Rämmens församling.
Församlingen var till 1859 moderförsamling i pastoratet Filipstad och Färnebo som 1661 utökades med Brattfors församling, 1693 med Gåsborns församling, 1731 med Nordmarks församling och 1771 med Rämmens församling. Från 1859 till 1961 moderförsamling i pastoratet Filipstad och Färnebo där till 1863 även ingick Brattfors församling, till 1878 Rämmens församling och till 1 maj 1887 Nordmarks församling. Från 1962 till 2010 moderförsamling i pastoratet Filipstad, Brattfors och Nordmark, där till 1971 även ingick Färnebo församling, och som utökades 2002 med Rämmens församling, Gåsborns församling och Kroppa församling.

## Organister
| Period    | Namn                  | Levnadstid | Övrigt   |
| --------- | --------------------- | ---------- | -------- |
| 1678-1692 | Johan Olofsson Palm   | 1655-1692  | Organist |
| 1692-1730 |                       |            |          |
| 1730-1775 | Hans Valentin Leiditz | 1703-1779  | Organist |
| 1796-1798 | Christian Kull        | 1765-1815  | Organist |
| 1798-1812 | Per Gustav Westerling | 1769-1812  | Organist |
| 1812      | Johan Abraham Nyberg  | 1788-1815  | Organist |
| 1813-1863 | Karl Gustav Hamberg   | 1792-1863  | Organist |
| 1866-1871 | Charlotte von Schéele | 1840-1929  | Organist |

## Kyrkor
- Filipstads kyrka
- Kroppa kyrka
- Brattfors kyrka
- Nordmarks kyrka
- Gåsborns kyrka
- Rämmens kyrka